# Фестиваль каштана
Фестиваль каштана (фр. fête de la châtaigne) — ежегодное праздничное мероприятие, проводимое во Франции в третье воскресенье октября. Праздник посвящён каштану, который считается одним из символов Франции.

## Время проведения
Традиционно фестиваль устраивается в третье воскресенье октября, но строго фиксированной даты его проведения не существует. Одни полагают, что празднование идёт в течение двух дней в конце недели, другие считают, что и сама пышная подготовка к нему — часть праздника.

## Места празднования
- Изола — горнолыжный курорт с богатой каштановой рощей. Во время проведения фестиваля на улицы Изолы выносят длинные столы, на которые выставляют окружённые красочными декорациями закуски и горячие блюда. Устраиваются различные представления и постановки.
- Маржу — французская деревня, в которой также устраивается фестиваль каштана. Здесь фестиваль похож на большую ярмарку. Во время празднования устраиваются народные гулянья. Кроме того, в Маржу действует музей каштанов.
- Эгюзон-Шантом

## В других странах
Подобные фестивали, посвящённые каштану, есть и в других странах: с 1989 года во вторые выходные октября праздник каштана устраивается на юго-западе Швейцарии в кантоне Вале. В Испании аналогичный фестиваль имеет следующие названия: la Castanyada (Каталония), la Magosta (Кантабрия), le Magosto (Галисия), la Magüestu (Астурийское княжество). Раньше этот фестиваль в Испании отмечался вместе с Хэллоуином, впоследствии его решили проводить в другое время.